# Heather Oakes
Heather Regina Oakes (z domu Hunte, ur. 14 sierpnia 1959 w Hackney) – angielska lekkoatletka, specjalizująca się w krótkich biegach sprinterskich, dwukrotna uczestniczka letnich igrzysk olimpijskich (Moskwa 1980, Los Angeles 1984), dwukrotna brązowa medalistka olimpijska w biegach sztafetowych 4 × 100 metrów.
Żona płotkarza Gary Oakesa, olimpijczyka z Moskwy (1980).

## Sukcesy sportowe
- czterokrotna złota medalistka mistrzostw Wielkiej Brytanii w biegu na 100 metrów – 1979, 1980, 1982, 1984[2]
- trzykrotna medalistka mistrzostw Wielkiej Brytanii w biegu na 200 metrów – dwukrotnie złota (1979, 1984) oraz srebrna (1980)
- siedmiokrotna medalistka mistrzostw Anglii w biegu na 100 metrów – dwukrotnie złota (1979, 1985), trzykrotnie srebrna (1978, 1983, 1986) oraz dwukrotnie brązowa (1980, 1982)[3]
- brązowa medalistka mistrzostw Anglii w biegu na 200 metrów – 1979
- dwukrotna złota medalistka halowych mistrzostw Anglii w biegu na 60 metrów – 1978, 1985[4]

| Rok  | Miasto      | Zawody                      | Konkurencja                      | Wynik                    |
| ---- | ----------- | --------------------------- | -------------------------------- | ------------------------ |
| 1977 | Donieck     | Mistrzostwa Europy juniorów | sztafeta 4 × 100 m               | brązowy medal            |
| 1979 | Montreal    | Puchar świata               | sztafeta 4 × 100 m               | 1. miejsce               |
| 1980 | Moskwa      | Igrzyska olimpijskie        | sztafeta 4 × 100 m bieg na 100 m | brązowy medal 8. miejsce |
| 1984 | Los Angeles | Igrzyska olimpijskie        | sztafeta 4 × 100 m bieg na 100 m | brązowy medal 7. miejsce |
| 1985 | Pireus      | Halowe mistrzostwa Europy   | bieg na 60 m                     | brązowy medal            |
| 1985 | Paryż       | Światowe igrzyska halowe    | bieg na 60 m                     | srebrny medal            |
| 1985 | Moskwa      | Puchar Europy               | sztafeta 4 x 100 m bieg na 100 m | 4. miejsce 6. miejsce    |
| 1986 | Edynburg    | Igrzyska Wspólnoty Narodów  | bieg na 100 m sztafeta 4 × 100 m | złoty medal              |

## Rekordy życiowe
- bieg na 60 metrów (hala) – 7,21 – Paryż 19/01/1985
- bieg na 100 metrów – 11,20 – Pekin 26/09/1980
- bieg na 200 metrów – 22,92 – Stuttgart 28/08/1986